# Juliet Barrett Rublee

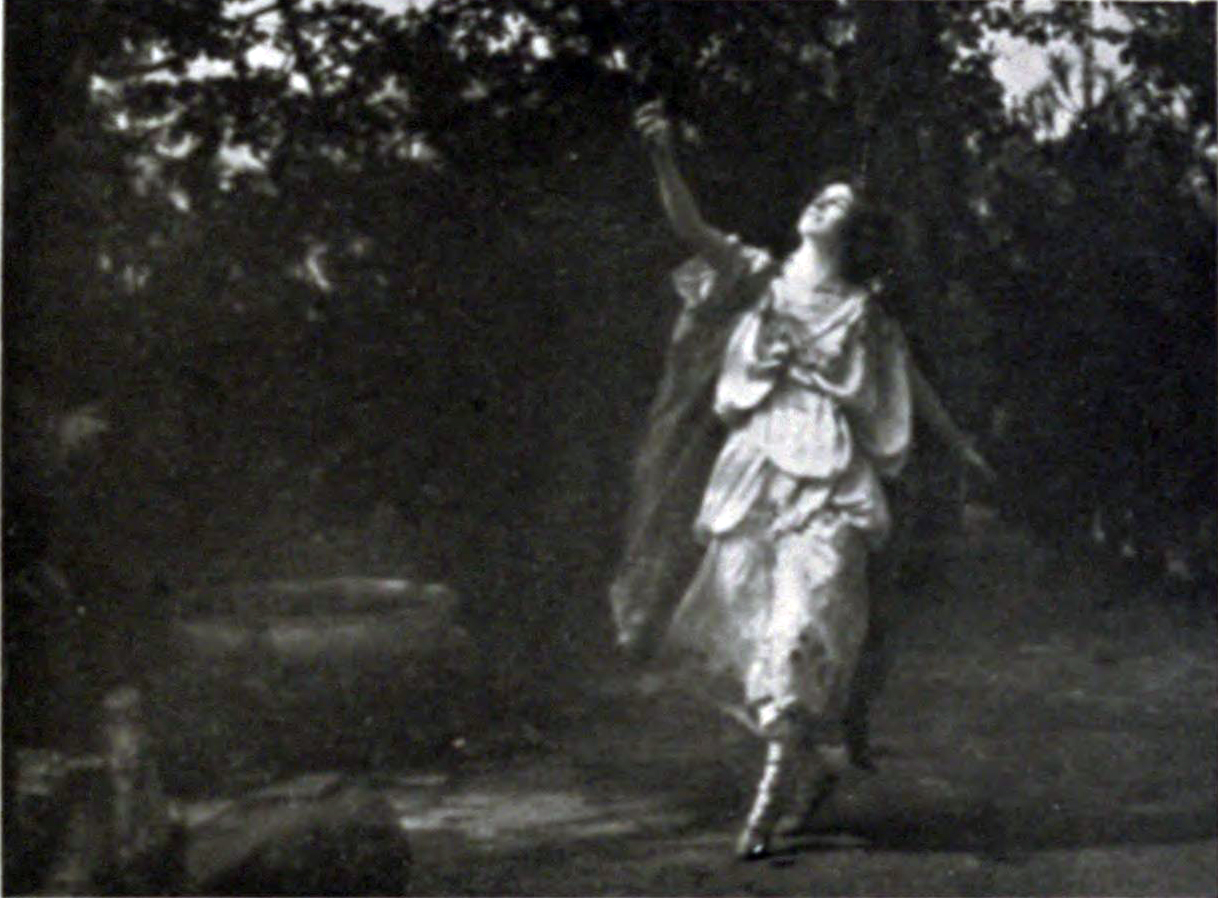
Julieta Barrett Rublee como dançarina no The Masque, em 1914.

Julieta Barrett Rublee (2 de março de 1875 - 17 de maio de 1966) foi uma defensora do controle de natalidade, sufragista e produtora de filmes. Foi casada com George Rublee.
Rublee tornou-se envolvida com o movimento pelo controle de natalidade em 1916 depois que Margaret Sanger foi presa. Elas tornaram-se amigas, e Rublee foi uma das vice-presidentes da Liga Americana de Controle de Natalidade, fundada em 1921 e presidida por Sanger.
Em 1925, liderou uma expedição de mergulho em busca de um tesouro no Mar Mediterrâneo.
Rublee produziu o filme mudo Flame of Mexico (1932), também conhecido como The Soul of Medico, The Heart of Mexico e Alma Mexicana.
Seus trabalhos são mantidos pelo Smith College.